# Dunaújvárosi Acélbikák
A Dunaújvárosi Acélbikák egy dunaújvárosi székhelyű magyar jégkorongcsapat. Jelenleg a Magyar jégkorongbajnokság első vonalában, valamint az Erste Ligában szerepel.

## Története
A dunaújvárosi jégkorong története 1973. november 7-én kezdődik. Ebben az évben adták át a városban a jégpályát, amely egyébként az ország első vidéki műjégpályája volt. A következő évben létrejött a Dunaújvárosi Kohász jégkorong-szakosztálya. 1974. december 22-én a Kohász serdülő csapata lejátszotta első bajnoki mérkőzését. A sporttörténeti mérkőzésen a KSI 13-0-ra nyert. Legelőször 1979-ben indult a felnőtt mezőnyben (OB II.) a Kohász.
1985-ben Kercsó Árpádot Dunaújvárosba szerződtetik edzőnek. Kercsó megszerzése után a szakvezetés a csapatot is megerősítette: Budapestről több egykori válogatott, illetve utánpótlás-válogatott játékost igazoltak Dunaújvárosba. Mindezek eredményeként 1985 novemberében lejátszották Dunaújvárosban az első OB I-es bajnoki mérkőzést.
A 90-es években a Dunaújvárosi Kohász SE megszűnte után, Dunaferr SE-ként játszott a csapat. Az 1995–1996-os szezonban született meg az első aranyérem az OB I-ben, ami egyébként a város első csapatbajnoki első helyét is jelentette. Ezt követően még háromszor sikerült megszerezniük az első helyet.
A 2003–2004-es szezon több szempontból is fordulópont volt a csapat életében. A Dunaferr már annyira ellehetetlenült anyagilag, hogy nem tudta tovább támogatni a csapatot, így az kénytelen volt átigazolni az önkormányzat klubjába, a Dunaújvárosi AC-ba.
2006-ban a DAC bejelentette, megszünteti csapatát. Azonban még ez év júliusában megalakult a Dunaújvárosi Jégkorong Kft., amely később létrehozta csapatát, a Dunaújvárosi Acélbikák-Extra.hu-t. A 2008-2009-es szezont már Dunaújvarosi Acélbikák.Docler néven kezdték.

## A csapat sikerei
- Magyar bajnokság:

5× Magyar Bajnok (1995/1996, 1997/1998, 1999/2000, 2001/2002, 2012/2013)
9× Magyar Bajnokság Ezüstérem(1996/1997, 1998/1999, 2000/2001, 2002/2003, 2003/2004, 2004/2005, 2006/2007, 2009/2010, 2010/2011)
6× Magyar Bajnokság Bronzérem(1993/1994, 1994/1995, 2005/2006, 2008/2009, 2017/2018, 2019/2020)
- Magyar Kupa győzelmek:
  - 1996, 1997, 1999, 2002, 2003, 2004, 2007, 2009, 2010, 2011, 2014

MOL Liga helyezések:
2008/2009: 5. hely
2009/2010: 3. hely
2010/2011: 2. hely
2011/2012: 1. hely
2012/2013: 1. hely
'Játékos díjak:
Legjobb kapus:
Bernei Gergely (1995/1996)
Berényi Norbert (1996/1997,1997/1998,1999/2000,2000/2001)
Legjobb hátvéd:
Szélig Viktor (1994/1995, 1997/1998,1998/1999,1999/2000)
Tokaji Viktor (2000/2001,2001/2002,2003/2004,2004/2005,2005/2006)
Legjobb csatár:
Ancsin János (1997/1998)
Ladányi Balázs (2001/2002,2003/2004,2004/2005)
Keegan Dansereau (2016/17)
Legtechnikásabb játékos:
Erdősi Péter (1998/1999,2004/2005)
Legjobb újonc:
Tokaji Viktor (1994/1995)
Azari Zsolt (2004/2005)
Benk András (2005/2006)
Erdélyi Péter (2006/2007)
Legeredményesebb játékos:
Ladányi Balázs (2003/2004)
Gólkirály:
Ladányi Balázs (2000/2001)
Legjobb külföldi játékos:
Peter Veselovsky (1999/2000)
Ferjo Jaroslav (2001/2002)
Legjobb U-18-as játékos:
Kővágó Kristóf (1993/1994)
Alapszakasz legjobb játékosa:
Peter Foltin (2007/2008)

## Szezonok
| Alapszakasz | Alapszakasz | Alapszakasz | Alapszakasz | Alapszakasz | Alapszakasz | Alapszakasz | Alapszakasz | Alapszakasz | Rájátszás                                | Rájátszás | Rájátszás |
| Szezon      | LM          | GY          | GY.H.       | V. H.       | V           | G           | P           | Helyezés    | Negyeddöntő                              | Elődöntő  | Döntő     |
| ----------- | ----------- | ----------- | ----------- | ----------- | ----------- | ----------- | ----------- | ----------- | ---------------------------------------- | --------- | --------- |
| 2022–23     | 36          | 6           | 3           | 3           | 24          | 101:173     | 27          | 9.          | Vereség a Gyergyói Hoki Klub ellen (0-4) | -         | -         |
| 2023–24     | 44          | 8           | 1           | 7           | 28          | 100:178     | 33          | 9.          | -                                        | -         | -         |
| 2024–25     | 36          | 6           | 0           | 4           | 26          | 91:168      | 22          | 10.         | -                                        | -         | -         |